# Salto do Céu
Salto do Céu is een gemeente in de Braziliaanse deelstaat Mato Grosso. De gemeente telt 3.584 inwoners (schatting 2009).
De gemeente grenst aan Barra do Bugres, Rio Branco (Mato Grosso), Lambari d'Oeste en Reserva do Cabaçal.